# Wu Peifu
Wu Peifu (wym. [ú pʰèɪ̯fú]; ur. 22 kwietnia 1874, zm. 4 grudnia 1939) – chiński polityk i wojskowy, militarysta, który zdołał podporządkować swojej kontroli północnochińskie terytoria, zanim nie został pokonany przez Czang Kaj-szeka.

## Życiorys
Urodził się w prowincji Shandong w rodzinie kupieckiej. Ten syn handlarza już we wczesnej młodości interesował się poezją oraz filozofią, jednak wbrew temu postanowił związać swoje życie ze służbą wojskową. W 1898 zapisał się do Akademii Wojskowej w Tianjinie, którą ukończył. W 1902 roku wstąpił do armii Beiyang, gdzie związał się politycznie ze stronnictwem jej dowódcy - Yuan Shikaia. Rychło zdobył w niej uznanie. Gdy w 1912 ostatni cesarz utracił władzę, Wu Peifu umacniał swój status wojskowy, stając się jednym z najważniejszych dowódców działających w północnych Chinach. Udało mu się we względnie niedługim czasie przejąć kontrolę nad pięcioma prowincjami północnych Chin dzięki podjęciu współpracy zwłaszcza z klasą średnią, która miała dosyć wojen toczonych za rządów poprzedniej dynastii. Dzięki wykształceniu, znany był jako Uczony Militarysta (ang. scholar warlord), także jako Jadeitowy Marszałek. Uważany jest za prawdopodobnie najlepszego dowódcę okresu ery militarystów w Chinach.
Po śmierci Yuana w 1916 roku został przywódcą konserwatywnej kliki Zhili i główną podporą niestabilnego rządu w Pekinie. Kontynuował w ten sposób umacnianie swojej pozycji, dołączając do grona najbardziej wpływowych osób w Chinach, miał jednak potężnych wrogów w postaci stojącego na czele Kuomintangu Sun Jat-sena i Czang Kaj-szeka. W 1922 roku pokonał wojska Zhang Zuolina, spychając go do Mandżurii. W ten sposób objął faktyczną kontrolę nad północno-wschodnimi Chinami i zaczął się przygotowywać do zjednoczenia całego kraju na drodze wojny.
Plany Wu pokrzyżował jego brak instynktu politycznego. Sprawując rygorystyczne rządy w 1923 rozkazał stłumić strajk kolejarzy linii Hankou-Pekin, przez co stracił popularność i poparcie społeczne. Wówczas Feng Yuxiang, dotychczas jeden z największych sprzymierzeńców Wu Peifu, przystąpił do Czang Kaj-szeka. O końcu kariery Wu Peifu przesądziła jego klęska w nowej wojnie z Zhang Zuolinem w 1924 roku, kiedy w wyniku porażki w bitwie pod Tianjinem stracił kontrolę nad Pekinem i zmuszony był wycofać się na południe, do prowincji Hubei i Henan. W 1926 spróbował po raz ostatni sięgnąć po dominację nad Chinami, usiłując zatarasować drogę kuomintangowskim wojskom, którymi dowodził Czang Kaj-szek, które jednak same zadały mu ostateczną klęskę podczas ekspedycji północnej w 1927 roku. Oznaczała ona koniec jakichkolwiek wpływów Wu Peifu, który musiał zrezygnować z udziału w życiu publicznym i znaleźć schronienie w buddyjskim klasztorze, gdzie zmarł.